# Канчелара
Канчела̀ра (на италиански: Cancellara, на местен диалект Cangeddàrë, Канчедаръ) е село и община в Южна Италия, провинция Потенца, регион Базиликата. Разположено е на 680 m надморска височина. Населението на общината е 1438 души (към 2010 г.).